# Isle of Bute
Isle of Bute (skotsk: Buit; skotsk gælisk: Eilean Bhòid eller An t-Eilean Bòdach), kendt som Bute er en ø i Firth of Clyde ud for vestkysten af Skotland. Den er delt i et højland og et lavland af Highland Boundary Fault.
Tidligere var øen en del af County of Bute sammen med flere andre øer, men i dag er den en del af kommunen Argyll and Bute. Butes indbyggertal var 6.498 i 2011, hvilket var en nedgang på over 10% siden 2001, hvor der boede 7.228 personer på øen, mens Skotlands befolkning generelt var vokset med 4% (103.702) i samme periode.
Rothesay er øens eneste by, og den fungerer også som administrationscenter for øen, og var hovedby i det tidligere County of Bute. I byen ligger ruinerne af Rothesay Castle, der oprindeligt blev opført i 1200-tallet.
Øen har været beboet siden i hvert fald 2000 f.v.t., idet man har fundet en halskæde i jet-sten kaldet The Queen of the Inch Necklace, som er dateret til omkring dette tidspunkt.
Bute er forbundet med det skotske fastland med to færgeforbindelser, der drives af Caledonian MacBrayne:
- Rothesay til Wemyss Bay
- Rhubodach til Colintraive

## Byer og landsbyer
- Ardbeg
- Cladach
- Kilchattan Bay
- Kingarth
- Port Bannatyne
- Rhubodach
- Rothesay

## Seværdigheder
- Kames Castle, beboelsestårn
- Loch Fad, sø
- Mount Stuart House, herregård fra slutningen af 1800-tallet
- Port Bannatyne, fiskeleje
- Rothesay Castle, borgruin
- West Island Way, vandresti
- Wester Kames Castle, beboelsestårn